# Kim Min-seok (patinage de vitesse)
Pour les articles homonymes, voir Kim Min-seok.
Dans ce nom, le nom de famille, Kim, précède le nom personnel coréen.
Kim Min-seok, né le 14 juin 1999, est un patineur de vitesse sud-coréen.
Il remporte la médaille de bronze du 1 500 mètres hommes aux Jeux olympiques d'hiver de 2018 à Pyeongchang.

## Palmarès

### Jeux olympiques d'hiver
| Épreuve / Édition    | 500 mètres | 1 000 mètres                     | 1 500 mètres                        | 5 000 mètres                     | 10 000 mètres                    | Mass start                     | Poursuite par équipes              |
| JOJ 2016 Lillehammer | —          | Épreuve inexistante à cette date | Médaille d'or, Jeux olympiques      | Épreuve inexistante à cette date | Épreuve inexistante à cette date | Médaille d'or, Jeux olympiques | —                                  |
| JO 2018 Pyeongchang  | —          | —                                | Médaille de bronze, Jeux olympiques | —                                | —                                | —                              | Médaille d'argent, Jeux olympiques |
| JO 2022 Pékin        |            |                                  | Médaille de bronze, Jeux olympiques |                                  |                                  |                                |                                    |

Légende :
- : première place, médaille d'or
- : deuxième place, médaille d'argent
- : troisième place, médaille de bronze
- : pas d'épreuve
- — : Non disputée par le patineur
- DSQ : disqualifiée